# 郭安國
郭安國（？—1162年），渤海铁州人。金国将领。

## 生平
累遷奉國上將軍、南京副留守。貞元三年（1155年），南京的皇宫着火，时任皇帝完颜亮让右司郎中梁銶、同知安武軍節度事王全询问失火原因。留守馮長寧、都轉運使左瀛各杖刑一百，除去官籍。安國及留守判官大良順各杖刑八十，削三级官阶。起火地区的勾當官南京兵馬都指揮使吳浚杖一百五十，除去官籍。失火位押宿兵吏十三人都斩首。完颜亮下诏书说：「朕非以宮闕壯麗也。自即位以來，欲巡省河南，汝等不知防慎，致外方奸細，燒延殆盡。本欲處爾等死罪，特以舊人寬貸之。押宿人兵法當處死，疑此輩容隱奸細，故皆斬也。」
郭安國性輕躁，原本没有计谋策略。完颜亮将要伐宋，因为郭安國是将门子弟，提拔为兵部尚書，改任刑部尚書。战争开始时，領武捷軍都總管，與武勝、武平軍為前鋒。完颜亮授諸將谋略时，安國上奏说：「趙構聞王師至，其勢必逃竄。臣等不以遠近，追之獲而後已，但置之何地？」完颜亮很高兴地说：「卿言是也。得構即置之寺觀，嚴兵守之。」当听说金世宗自立即位，完颜亮想要北還，改设了浙西道兵馬都統制府，以完顏元宜為都統制，安國任副职。等到完颜亮被杀，众人厌惡安國所作所為，把他與李通等人都杀了。

## 家庭
父：郭藥師，辽末降金将领，燕京留守及并从金军伐宋。